# La Cappella
För andra betydelser, se Cappella (olika betydelser).
La Cappella är en svensk damkör, hemmahörande i Uppsala, som etablerat sig som en av Sveriges främsta körer. Dirigent sedan 2014 är Tony Margeta. Kören har gjort sig känd för att blanda olika genrer och sångtekniker, och framträder ibland även sceniskt, t.ex. med verket "Till ängeln med de brinnande händerna", som tillägnats La Cappella av kompositören Karin Rehnqvist. 
1986 bildades La Cappella av dirigenten Robert Sund, som till körens 25-årsjubileum tillägnade kören Voices and the Voice, tonsatta texter om Maria Magdalena av Christer Åsberg. Stycket tillägnades även den norska damkören Cantus.  
Kören har samarbetat med bland andra Stefan Parkman, Esa-Pekka Salonen och Karin Rehnqvist.
1994 vann La Cappella damkörsklassen i den internationella körtävlingen i Oskarshamn. 1996 tävlade man i Skinnskatteberg och vann LRF:s förstapris och 1998 vann kören specialklassen i länsfinalen i körtävlingen "Toner för miljoner". I april 2004 tävlade La Cappella i "Concors corale internazionale" i Riva del Garda. Kören vann damkörsklassen och fick högsta poängsumman av alla deltagarna. 
2015 deltog La Cappella i "Voci dal Lido", en internationell körtävling i Lido di Jesolo (Italien) och vann sakral kategori samt damkörsklassen. Dessutom vann kören Grand Prix med tävlingens totalt högsta poäng.  
I juni 2016 deltog kören i Grieg International Choir Festival i Bergen, Norge, och vann sakral kategori och kom på andraplats i kategorin "Nutida musik".
Hösten 2016 arrangerade La Cappella "Damkör 2016" – en nationell damkörfestival där 25 körer med totalt ca 460 körsångerskor deltog.
I maj 2018 deltog La Cappella i 14th International Choir Competition and Festival Bad Ischl. Kören vann, i konkurrens med 23 körer från 15 nationer, båda sina kategorier; sakral kategori samt damkörskategorin. Dessutom slutade kören som segrare av Grand Prix (Bad Ischl Chorpreis 2018) med tävlingens högsta poäng.

## Dirigenter
- 1986–1993 Robert Sund
- 1993–2014 Karin Eklundh
- 2014–2022 Tony Margeta
- 2023-          Karin A Oldgren

## Skivor
- Triumf att finnas till
- I juletid
- Till ängeln med de brinnande händerna
- Som eldens glöd (Like a Mighty Flame)